# Dysdera sanborondon
Dysdera sanborondon är en spindelart som beskrevs av Arnedo, Oromí och Ignacio Ribera 2000. Dysdera sanborondon ingår i släktet Dysdera och familjen ringögonspindlar.
Artens utbredningsområde är Kanarieöarna. Inga underarter finns listade i Catalogue of Life.